# Акадзомэ Эмон
Акадзомэ Эмон (яп. 赤染衛門, 956—1041) — японская поэтесса средины периода Хэйан.

## Биография
Акадзомэ Эмон родилась в семье Акадзомэ Токимоти, чиновника столичной гвардейской управы (яп. 衛門府 эмон-фу). От неё походит псевдоним поэтессы — Эмон. Её мать, перед тем как стать женой Акадзомэ, была женой Тайра-но Канэмори, поэтому существует предположение, что именно он является настоящим отцом поэтессы.
Акадзомэ Эмон была замужем за Оэ Масахирой, известным в Японии писателем периода Хэйан. От него она родила Оэ Такатику. Поэтесса была в свите жены Фудзивары-но Митинаги, Минамото Ринси.
Произведения Акадзомэ Эмон вошли в «Сборник Акадзомэ Эмон» (яп. 赤染衛門集), который содержит более 600 пятистиший. Ей приписывают авторство первых 30 глав «Эйга моногатари» («Повесть о славе») — японской исторической хроники в беллетризованной форме, созданной в 1028—1107 годах. Поэтесса была современницей Мурасаки Сикибу и Сэй-Сёнагон. Она принимала участие в поэтических конкурсах 1035 и 1041 годов. Акадзоме вошла в число «тридцати шести бессмертных поэтов» Средневековья.